# Felix Baumgartner
Felix Baumgartner (20. dubna 1969 Salcburk – 17. července 2025 Porto Sant’Elpidio) byl rakouský parašutista a extrémní sportovec. Je znám především díky svému skoku ze stratosféry ze 14. října 2012. 

## Skok ze stratosféry
14. října 2012 v Roswellu v americkém státě Nové Mexiko vystoupal v návratové kapsli nesené héliovým balónem do výšky kolem 39 000 m, odkud seskočil. Po 34 sekundách volného pádu překonal rychlost zvuku a po více než čtyřech minutách otevřel padák a bezpečně přistál. Kapsle zaznamenávající důležitá data se také odpoutala od balónu a přistála na vlastním padáku. Baumgartner byl vybaven speciálním oblekem (skafandrem), o který projevila zájem i společnost NASA pro využití při případnou záchraně astronautů. Akci sponzorovala společnost Red Bull (projekt Stratos).
Felix Baumgartner překonal svým výkonem tři rekordy:
- nejvyšší dosažená výška balónu s lidskou posádkou – cca 39 002 m (dosavadní rekord: 34 668 m, Malcolm D. Ross a Victor E. Prather, 1961)
- seskok z nejvyšší výšky nad zemským povrchem – cca 39 000 m (dosavadní rekord: 31 332 m, Joseph Kittinger, 1960[4])
- nejvyšší dosažená rychlost při volném pádu – 1 357,6 km/h[5] (dosavadní rekord: 988 km/h, rovněž Joseph Kittinger, 1960)[6]

Čtvrtý rekord, nejdelší dobu volného pádu, nepřekonal. Možná je varianta, že se jednalo o formu poděkování jeho mentorovi Josephu Kittingerovim, a Baumgartner proto otevřel padák dříve. Kitting padal volným pádem 4 minuty a 36 sekund, Baumgartner 4 minuty a 22 sekund.
Dne 24. října 2014 provedl obdobný seskok viceprezident Googlu Alan Eustace. Překonal Baumgartnera ve výšce seskoku. Zvýšil rekord na 41 425 metrů. Rychlostní rekord ale nepřekonal (dosáhl "pouze" 1322 km/h). I jeho rychlost byla ale nadzvuková.

## Úmrtí
Felix Baumgartner tragicky zahynul 17. července 2025. Při motorovém paraglidingu v Itálii z důvodů zdravotních potíží nebo technického problému ztratil kontrolu a spadl do bazénu (dle jiných informací do dřevěné boudy u bazénu) v resortu v Porto Sant’Elpidio na pobřeží Jaderského moře.